# HD 127304
HD 127304 är en vit stjärna i huvudserien i Björnvaktarens stjärnbild.
Stjärnan har visuell magnitud +6,05 och är synlig för blotta ögat vid god seeing.